# Ličenca
Ličenca este o localitate din comuna Slovenske Konjice, Slovenia, cu o populație de 200 de locuitori.